# Fabijan Szantyr
Fabijan Hilarawicz Szantyr (biał. Фабіян Гіляравіч Шантыр; pseudonimy: N.Swietłow, A.Chmara; kryptonimy: F.Sz., F.Sz-r, Fabijan Sz-r, Sz.F.; ur. 23 stycznia?/4 lutego 1887 w Słucku, zm. 29 maja 1920 w Nowozybkowie) – białoruski lewicowy działacz narodowy i społeczny, polityk, prozaik, poeta, publicysta, tłumacz; delegat na I Zjazd Wszechbiałoruski; w 1919 roku komisarz ds. narodowych Tymczasowego Robotniczo-Chłopskiego Radzieckiego Rządu Białorusi; rozstrzelany z polecenia władz radzieckich; zdaniem niektórych źródeł pierwsza białoruska ofiara radzieckich represji politycznych.

## Życiorys
Urodził się 4 lutego 1887 roku (23 stycznia st. st.) w Słucku, w powiecie słuckim guberni mińskiej Imperium Rosyjskiego. W grudniu 1905 roku został aresztowany za udział w wydarzeniach rewolucyjnych w miasteczku Starobin. Przebywał w słuckim więzieniu do 15 marca 1907 roku, kiedy to Wileńska Izba Sądowa zamknęła sprawę z powodu „braku dowodów przestępstwa”. W 1909 roku mieszkał w Słucku, a od 1910 w Kopylu. Pracował jako nauczyciel domowy, murarz i prywatny adwokat w Słucku. Po wybuchu I wojny światowej w 1914 roku został zmobilizowany do rosyjskiego wojska, w którym służył jako pisarz, księgowy i nadzorca w szpitalu polowym w Bobrujsku. W latach 1916–1917 odwiedzał Mińsk, gdzie brał udział w pracach klubu „Białoruska chatka”.

### Działalność w białoruskim ruchu narodowym
W 1917 roku Fabijan Szantyr był jednym z przywódców lewicowego skrzydła Białoruskiej Socjalistycznej Gromady (BSG), założycielem i przewodniczącym Bobrujskiego Komitetu BSG. Jednocześnie wchodził w skład tamtejszej Rady Żołnierskiej. Dzięki jego staraniom została opublikowana wspólna odezwa Tawaryszczy sialanie, pracauniki i sałdaty-biełarusy (pol. Towarzysze chłopi, robotnicy i żołnierze Białorusini), co było jedynym przypadkiem współpracy BSG z radami robotniczymi i żołnierskimi. 7–9 kwietnia (25–27 marca st. st.) 1917 roku brał udział w zjeździe białoruskich organizacji narodowych w Mińsku, który opowiedział się za autonomią Białorusi w składzie demokratycznej federacji rosyjskiej. W jego trakcie został wybrany na członka prezydium Białoruskiego Komitetu Narodowego (BKN). W dniach 21–23 lipca (8–10 lipca st. st.) tego samego roku uczestniczył w kolejnym zjeździe białoruskich organizacji i partii narodowych, podczas którego BKN zostało rozwiązane. W ostatnim dniu zjazdu został wybrany do prezydium powołanej na miejsce BKN Centralnej Rady Białoruskich Organizacji i Partii (CRBOiP). We wrześniu zorganizował młodzieżowe Towarzystwo Kulturalno-Oświatowe „Paparać-kwietka” przy białoruskim gimnazjum w Słucku i został jego kierownikiem. W trakcie drugiej sesji CRBOiP w dniach 28 października – 6 listopada (15–24 października st. st.) 1917 roku, w trakcie którego organizacja została przekształcona w Wielką Radę Białoruską (WRB), wraz z bobrujską organizacją BSG demonstracyjnie opuścił posiedzenie. Zdaniem Doroty Michaluk przyczyną takiej decyzji mogło być niezadowolenie z przesunięcia orientacji WRB na prawo, podczas gdy bobrujska BSG była wybitnie lewicowa.

### Stanowisko w trakcie I Zjazdu Wszechbiałoruskiego
W grudniu 1917 roku Fabijan Szantyr brał udział w I Zjeździe Wszechbiałoruskim. W jego trakcie był jednym z najbardziej aktywnych liderów lewicowej frakcji Zjazdu. W wyniku jego agitacji radykalna lewica zdobyła niemal połowę głosów w wyborach do prezydium Zjazdu. W jego trakcie popierał koncepcję przyszłości kraju jako obwodu białoruskiego w ramach państwa rosyjskiego, nie posiadającego autonomii politycznej, a jedynie kulturalną i „narodowo-etnograficzną”. Dążył do parytetowego sojuszu z bolszewikami z Obwodowego Komitetu Wykonawczego Zachodniego Obwodu i Frontu, a jego frakcja pozostawała z nimi w kontakcie w czasie trwania Zjazdu. Proponował wprowadzenie na Białorusi bolszewickich Rad Delegatów Chłopskich, Żołnierskich i Robotniczych. Miały one jednak być organem władzy krajowej o białoruskim charakterze, z osobami miejscowymi w składzie, nie zaś z działaczami skierowanymi przez centralne władze bolszewickie z innych terenów. Popierał przekazanie Białorusi pod administrację wyłonionego przez Zjazd Tymczasowego Komitetu Wykonawczego do czasu zwołania białoruskiego Zgromadzenia Ustawodawczego. Jednocześnie przeciwstawiał się kulturowemu wynarodowieniu Białorusinów, asymilację uważał za „niewolnictwo” i uznawał, że osiągnięć białoruskiego odrodzenia narodowego nie należy zaprzepaścić. Propozycja sojuszu na takich warunkach została jednak przez bolszewików odczytana niemal jak obelga i zdecydowanie odrzucona. Porażka ta doprowadziła do spadku aktywności Fabijana Szantyra na Zjeździe oraz do zmniejszenia wpływów jego frakcji.

### Działalność w strukturach bolszewickich
Na przełomie kwietnia i maja 1918 roku, w wyniku rozłamu w BSG, Fabijan Szantyr wszedł w skład kierownictwa Białoruskiej Partii Socjalistów-Rewolucjonistów (BPSR). W tym samym roku był kierownikiem Smoleńskiego Oddziału Białoruskiego Komisariatu Narodowego. Razem z Hauryłą Hareckim organizował w Smoleńsku zjazd, na którym planowano utworzyć białoruską partię socjalistów-rewolucjonistów. Pod koniec roku wstąpił do Rosyjskiej Partii Komunistycznej (bolszewików) (RPK(b)), pracował w Słuckim Powiatowym Komisariacie Wojskowym. Na początku 1919 roku objął stanowisko komisarza ds. narodowych Tymczasowego Robotniczo-Chłopskiego Radzieckiego Rządu Białorusi. Już wkrótce jednak, po decyzji Komitetu Centralnego RPK(b) z 16 stycznia o zmniejszeniu terytorium Białoruskiej SRR, wraz z Jazepem Dyłą i Usiewaładem Falskim opuścił rząd. W lutym tego samego roku cała trójka została aresztowana i osadzona w więzieniu w Mińsku.
Następnie współpracował z Mińskim Gubernialnym Komisariatem Wojskowym i Specjalną Komisją Żywieniową Frontu Zachodniego. Od listopada 1919 roku był kierownikiem Specjalnej Komisji Żywieniowej 16 Armii Rosyjskiej FSRR. W latach 1919–1920 wchodził w skład Białoruskiego Kolegium Redakcyjnego Komitetu Centralnego Komunistycznej Partii (bolszewików) Litwy i Białorusi (KP(b)LiB). Brał udział w wydawaniu gazety „Sowietskaja Biełorussija”. Podpisał umowę o współpracy między KP(b)LiB i BPSR. W lutym 1920 roku zmobilizowano go do Armii Czerwonej.
14 kwietnia 1920 roku (według innego źródła 17 kwietnia) został aresztowany przez Oddział Specjalny 16 Armii pod zarzutem „narodowej kontrrewolucji”. Pomimo wstawiennictwa Wilhelma Knorinsza i Alaksandra Czarwiakoua, 26 kwietnia skazano go na najwyższy wymiar kary. 29 maja został rozstrzelany w mieście Nowozybkow.
23 marca 1992 roku został zrehabilitowany przez prokuraturę Republiki Białorusi. Jego miejsce pochówku pozostaje nieznane. Zdaniem białoruskiego pisarza Uładzimira Arłoua Fabijan Szantyr stał się pierwszą ofiarą bolszewickiego terroru tak w białoruskiej polityce, jak i w białoruskiej literaturze.

## Działalność publicystyczna i literacka
Współpracował z białoruską gazetą „Nasza Niwa”, na łamach której w latach 1909–1912 publikował swoje prace literackie, w tym poetyckie. W latach 1910–1911 pod pseudonimami N.Swietłow i A.Chmara umieszczał także swoje artykuły w rękopiśmiennych czasopismach „Zaria” i „Gołos niza” wydawanych w Kopylu. Pisał przede wszystkim romantyczne opowiadania, pozbawione fabuły i zbliżone do obrazków-impresji. Poruszał w nich tematykę trudnego życia białoruskiej wsi. Tworzył także wiersze. W pracach publicystycznych podkreślał znaczenie rozwoju oświaty jako warunku wzrostu świadomości narodowej białoruskiego ludu.
Był jednym z autorów zbioru „Zażynki”, wydanego w 1918 roku w Mińsku. W tym samym roku napisał pracę publicystyczną Biełaruskaje pytannie (pol. Kwestia białoruska), którego rękopis był przygotowywany do wydania w Piotrogrodzie i Moskwie, jednak nie zachował się.

## Życie prywatne
Fabijan Szantyr związany był z Ludwiką Siwicką, znaną później pod pseudonimem Zośka Wieras. Według Encykłapiedyi historyi Biełarusi poznał ją w 1916 lub 1917 roku w Mińsku, gdzie brał udział w pracach „Białoruskiej chatki”, po czym wziął z nią ślub. Inną wersję podała sama Ludwika Siwicka w swoich wspomnieniach. Według niej, poznali się w 1915 roku; planowali ślub, jednak ostatecznie do niego nie doszło, m.in. z powodu burzliwych wydarzeń politycznych. Miała z nim nieślubnego syna, który urodził się w 1919 roku i otrzymał przy chrzcie nazwisko po ojcu. Ludwika Siwicka określała później Fabijana Szantyra mianem pierwszego męża.

## Fabijan Szantyr w kulturze
Wiosną 2006 roku na Białorusi został wydany dramat historyczny Ludmiły Rubleuskiej i Witala Skałabana pt. „Ludwika i Fabijan”. Utwór nawiązuje do historii życia Fabijana Szantyra ze szczególnym podkreśleniem wątku jego miłości do Ludwiki Siwickiej. We wrześniu tego samego roku miała miejsce kameralna premiera przedstawienia na jego podstawie.

## Utwory
- Patrebnasć nacyjanalnaha życcia dla biełarusau i samaadznaczennia narodu, Słuck, 1918[2] (ponowne wydanie: Mińsk, 1992)[1];
- U czas baraćby: [Wiersz u prozie], Krynica, 1988, № 11[1][2];
- we współautorstwie: Zażynki, Mińsk, 1918[1].